# 新阿武隈川橋
新阿武隈川橋（しんあぶくまがわばし）は、福島県郡山市の阿武隈川に架かる磐越自動車道（東北横断自動車道いわき新潟線）の道路橋である。

## 概要
上り線
- 全長：385 m
  - 最大支間長：80 m
- 幅員：10.0 m
- 形式：2+3径間PC連続箱桁橋+4径間PC連続スラブ桁橋
- 竣工：1992年

下り線
- 全長：385.4 m
- 幅員：8.6 m
- 形式：2+3径間PC連続箱桁橋+4径間PC連続スラブ桁橋
- 竣工：2004年[1]

郡山市北東部にて一級水系阿武隈川と、その右岸に並行する福島県道73号二本松金屋線、左岸に並行する郡山市道42号福原八丁目線を渡る。西詰は郡山市西田町芹沢字川前、字赤明内、東詰は日和田町八丁目字田上、字黒磯に位置する。路線開通当初は現在の上り線を用いた上下対面通行の暫定2車線で供用されていたが、いわきジャンクション - 郡山ジャンクション間の4車線化に伴い、上流側に新たな橋梁が架設され、現在は片側2車線にて供用されている。起点から終点にかけて大きく右にカーブを描く線形であることから下り線側が若干長い。

## 周辺
- 小和滝
- 八丁目の八重椿
- 曹洞宗保福寺

## 隣の橋
- 阿武隈川

逢隈橋 - 富久山大橋 - 新阿武隈川橋 - 小和滝橋 - 鬼生田橋